# Outpacing
Eine Outpacing-Strategie ist eine von Xavier Gilbert und Paul Strebel formulierte Funktionalstrategie als Bestandteil einer Unternehmensstrategie. Ziel ist die Rentabilitätssteigerung durch die Maximierung von Qualität bei der Minimierung der Kosten.

## Konzept

In nebenstehender Grafik sind vier Quadranten ersichtlich. Der Quadrant links oben und der Quadrant rechts unten entsprechen den generischen Strategien von Michael E. Porter. Unternehmen, welche sich im Quadranten links oben befinden, sind aufgrund ihrer hohen Qualitätskompetenz und ihrer fehlenden Kosteneffizienz Qualitätsführer. Unternehmungen im Quadranten rechts unten sind Kostenführer. Unternehmen, welche sich im Quadranten links unten befinden, haben das Problem der fehlenden Kosteneffizienz und der fehlenden Qualität, somit müssen sie andere Strategien wie zum Beispiel Kundenbindungsmanagement betreiben.
Die Zunahme der Anzahl der Anbieter auf einem Markt oder die Abschöpfung eines attraktiven – preisbewussteren – Kundensegments kann ein Unternehmen, welches einen Qualitätsfokus präferiert, dazu veranlassen eine Preissenkung durchzuführen. Ein solcher Preisverfall sollte nicht die Qualität kompromittieren. Bei hochpreisigen Premiumgütern besteht jedoch immer die Gefahr des Imageverlusts. Die Durchführung einer Multimarkenstrategie kann hier Abhilfe leisten. So war es beispielsweise für Daimler-Benz seinerzeit möglich – mit relativ geringem Risiko für die imageträchtige Marke Mercedes-Benz – die Markteinführung des smart zu wagen. Umgekehrt haben Kostenführer aufgrund größerer Produktionsspielräume bei stabilen Preisen die Chance, bereits mit geringen Qualitätsverbesserungen Umsatzzuwächse zu generieren oder gar ein neues Kundensegment zu erreichen (Hyundai).